# Диспенсационализм
Диспенсационали́зм (англ. dispensation — распределение, период) — совокупность теологических представлений в христианстве, рассматривающих исторический процесс как последовательное распределение божественного Откровения по периодам, каждому из которых соответствует особый тип договорных отношений человечества с Богом. Основные идеи этого учения впервые сформулировал англо-ирландский священник Джон Нельсон Дарби.
Не имея базовых структур в виде каких-то масштабных религиозных организаций, диспенсационализм распространяется главным образом как теологическая традиция, сохраняя влияние на разные протестантские течения.

## Вероучение
Сторонники учения склонны к буквальному пониманию эсхатологических пророчеств Библии. В данной связи диспенсационалисты придерживаются премиллениализма, предполагающего веру в Восхищение Церкви на небеса до, во время или после наступления времени правления антихриста («Великой скорби»).
В определении диспенсации выделяются три элемента:
1. Дарование откровения, в котором содержатся требования Бога к человеку.
2. Соблюдение человеком данного ему божественного откровения.
3. Период (эпоха), в течение которого данное конкретное откровение является основным в отношениях Бога с людьми.

Основных этапов «распределения благодати» — диспенсаций обычно выделяется семь:
1. от сотворения мира до грехопадения;
2. от изгнания Адама и Евы из Рая до Потопа;
3. от Ноя до Авраама;
4. от времени патриархов до Моисея;
5. от получения Закона до распятия Христа;
6. от искупительной жертвы Христа до второго пришествия.
7. от второго пришествия до окончания тысячелетия царствования Христа на Земле и сокрушения сатаны.

Существует альтернативный взгляд на количество диспенсаций и их временные рамки, в котором период от Адама до Авраама считается одной эпохой, а время «Великой Скорби» перед тысячелетним царством выделено в отдельную эпоху.
Каждый этап начинается дарованием нового откровения от Бога людям. Откровение может даваться как отдельным людям (Авраам), так и целым народам (Израиль). При этом разность откровений не означает различности подходов к спасению, которое в условиях любой диспенсации осуществляется исключительно по благодати Бога и посредством жертвы, принесённой Иисусом Христом на кресте.
Диспенсационалистскими теологами подчёркивается особая роль Израиля, который не отождествляется ими с христианской церковью, вследствие чего в тесной связи с диспенсационализмом находится движение христианского сионизма. Также диспенсационалистский подход к толкованию библейских пророчеств разделяется многими направлениями мессианского иудаизма.
Для диспенсационалистов характерен фундаменталистский подход к Библии и консерватизм в вопросах богословия и религиозной практики. Наибольшее распространение данная теология получила в Соединённых Штатах Америки. К конфессиям, где она имеет наибольшее влияние, относятся плимутские братья, баптисты, пятидесятники, иные доктринально близкие к вышеперечисленным деноминации. Российские верующие этих конфессий также в большинстве своем придерживаются диспенсационализма.

## В художественной литературе
Диспенсационалистское учение лежит в основе серии романов Left Behind. Однако не все сторонники диспенсационализма согласны с теологическими трактовками авторов романов — Тимом ЛаХэй и Джерри Дженкинсом (первая книга из серии "Left Behind" "Оставленные").